# Hebius
Hebius – rodzaj węży z podrodziny zaskrońcowatych (Natricinae) w rodzinie połozowatych (Colubridae).

## Zasięg występowania
Rodzaj obejmuje gatunki występujące w Azji (Indie, Nepal, Chiny, Tajwan, Rosja, Korea, Japonia, Mjanma, Tajlandia, Kambodża, Laos, Wietnam, Malezja, Brunei i Indonezja). 

## Systematyka

### Etymologia
- Hebius: etymologia nieznana, Thompson nie wyjaśnił znaczenia nazwy rodzajowej[2].
- Pararhabdophis: gr. παρα para „blisko”[7]; rodzaj Rhabdophis Fitzinger, 1843. Gatunek typowy: Pararhabdophis chapaensis Bourret, 1934.
- Parahelicops: gr. παρα para „blisko”[7]; rodzaj Helicops Wagler, 1828. Gatunek typowy: Parahelicops annamensis Bourret, 1934.
- Paranatrix: gr. παρα para „blisko”[7]; rodzaj Natrix Laurenti, 1768. Gatunek typowy: Tropidonotus modestus Günther, 1875.

### Podział systematyczny
Takson wyodrębniony na podstawie danych molekularnych z Amphiesma. Do rodzaju należą następujące gatunki:

- Hebius andreae (Ziegler(inne języki) & Quyet, 2006)
- Hebius annamensis (Bourret, 1934)
- Hebius arquus (David & G. Vogel, 2010)
- Hebius atemporalis (Bourret, 1934)
- Hebius bitaeniatus (Wall, 1925)
- Hebius boulengeri (Gressitt, 1937)
- Hebius celebicus (W. Peters & Doria, 1878)
- Hebius chapaensis Bourret, 1934
- Hebius citrinoventer Xu, Yang, Gong, Ouyang, Weng, Deng, Huang & Peng, 2024
- Hebius clerki (Wall, 1925)
- Hebius concelarus (Malnate, 1963)
- Hebius craspedogaster (Boulenger, 1899)
- Hebius deschauenseei (Taylor, 1934)
- Hebius flavifrons (Boulenger, 1887)
- Hebius frenatus (Dunn, 1923)
- Hebius gilhodesi (Wall, 1925)
- Hebius groundwateri (M.A. Smith, 1922)
- Hebius igneus David, G. Vogel, T.Q. Nguyen, Orlov, Pauwels, Teynié & Ziegler, 2021
- Hebius inas (Laidlaw, 1901)
- Hebius ishigakiensis (Malnate & Munsterman, 1960)
- Hebius jingdongensis Ma, Shi, Ayi & Jiang, 2023
- Hebius johannis (Boulenger, 1908)
- Hebius kerinciensis (David & Das(inne języki), 2003)
- Hebius khasiensis (Boulenger, 1890)
- Hebius lacrima Purkayastha & David, 2019
- Hebius leucomystax (David, Bain, T.Q. Nguyen, Orlov, G. Vogel, Thanh & Ziegler, 2007)
- Hebius maximus (Malnate, 1962)
- Hebius metusia (Inger, E. Zhao, Shaffer & G. Wu, 1990)
- Hebius miyajimae (Maki(inne języki), 1931)
- Hebius modestus (Günther, 1875)
- Hebius nigriventer (Wall, 1925)
- Hebius octolineatus (Boulenger, 1904)
- Hebius optatus (Hu & E. Zhao, 1966)
- Hebius parallelus (Boulenger, 1890)
- Hebius petersii (Boulenger, 1893)
- Hebius popei (Schmidt, 1925)
- Hebius pryeri (Boulenger, 1887)
- Hebius sanguineus (Smedley, 1931)
- Hebius sangzhiensis Zhou, Qi, Lu, Lyu & Li, 2019
- Hebius sarasinorum (Boulenger, 1896)
- Hebius sarawacensis (Günther, 1872)
- Hebius sauteri (Boulenger, 1909)
- Hebius septemlineatus (Schmidt, 1925)
- Hebius taronensis (M.A. Smith, 1940)
- Hebius terrakarenorum Hauser, Smits & David, 2022
- Hebius venningi (Wall, 1910)
- Hebius vibakari (H. Boie, 1826) – zaskroniec japoński
- Hebius viperinus (Schenkel, 1901)
- Hebius weixiensis Hou, Yuan, Wei, G. Zhao, G. Liu, Y. Wu, Shen, Chen, Guo & Che, 2021
- Hebius yanbianensis Q. Liu, Zhong, Wang, Y. Liu & Guo, 2018
- Hebius youjiangensis Yang, Xu, Wu, Gong, Huang & Huang, 2023